# Gruppo mezzi da sbarco
Il gruppo mezzi da sbarco è una unità militare delle forze armate italiane, di stanza nella città di Brindisi, che assicura il “movimento nave-terra” delle operazioni anfibie della Marina Militare, sia garantendo la condotta dei mezzi da sbarco sia assicurando la gestione e l'organizzazione della spiaggia di sbarco.
Fa parte dal 1º marzo 2013 della Brigata Marina "San Marco".

## Attività
Il reparto è comandato da un capitano di fregata ed ha a disposizione mezzi anfibi in supporto ai Reggimenti/Battaglioni della Brigata Marina “San Marco” nelle operazioni anfibie ed alle L.P.D. classe San Giorgio e San Giusto ed opera anche nelle attività di concorso all'attività di protezione civile e di controllo dei flussi migratori. Lo sbarco viene effettuato da mezzi "GIS" per il trasporto di mezzi ruotati o cingolati (AAV7) e "MDN" per i trasporto del solo personale.
Il Gruppo Mezzi da Sbarco ha inoltre in dotazione battelli pneumatici (RHIB) utilizzati nelle operazioni di sbarco anfibio e nelle attività di controllo dei flussi migratori e di concorso alla Protezione Civile.

## I mezzi
Il Gruppo ha a disposizione i seguenti mezzi da sbarco:
- 9 mezzi da sbarco classe "MTM 217"
- 5 mezzi da sbarco classe "LCM" (GIS)
- 20 mezzi da sbarco classe "MTP 96" (MDN)

Le  GIS (Galleggianti Semoventi per usi particolari e speciali) sono unità del tipo LCM (Landing Craft Mechanized) di  nuova concezione entrati in servizio tra il 2010 e 2011. I natanti hanno le seguenti caratteristiche:
- dislocamento: 76 t a pieno carico;
- dimensioni: 19,58 x 5,1 x 3,8 m (dalla linea di galleggiamento);
- apparato motore: 2 motori diesel IVECO CURSOR C13 da 500 CV;
- autonomia (max velocità max carico): 190 miglia a 9 nodi.

Le MDN (Mototrasporti personale) sono unità del tipo LCVP (Landing Craft Vehicle Personnel), con lo scafo in vetroresina, entrate in servizio negli anni novanta. Le unità hanno le seguenti caratteristiche:
- dislocamento: 14 t a pieno carico
- dimensioni: 13,7 x 3,5 x 1,6 m (altezza di costruzione)
- apparato motore: 2 motori diesel da 200 HP
- velocità: 18 - 22 nodi
- autonomia: 120 miglia a 18 nodi.